# Лапил
Лапѝл (от лат.: lapillus: „камъче“) — малко късче скален материал, изхвърлено във въздуха при вулканично изригване. По дефиниция лапилите представляват тефра от фрагменти с размери 2–64 мм.

## Образуване и видове
Лапилите представляват откъснали се от гърлото на кратера частици или застинала във въздуха лава.

### Акреционни лапили
Акреционните лапили (от лат.: accretio — „увеличавам се“) се образуват при слепването на частици вулканична пепел. Под действието на електростатични сили или влага, пепелта започва да се налепва по някоя по-твърда частичка, която постепенно нараства и накрая, под действието на гравитацията, пада на земята. Тъй като наслояването на пепел по частичката е равномерно от всички страни, акреционните лапили придобиват сферична форма.